# Kyselina chorismová
Kyselina chorismová (v aniontové formě nazývaná chorismát) je organická sloučenina, důležitý metabolický meziprodukt u rostlin a mikroorganismů. Jedná se o prekurzor:
- Aromatických aminokyselin fenylalaninu, tryptofanu a tyrosinu
- Indolu a jeho derivátů
- Kyseliny 2,3-dihydroxybenzoové používané na syntézu enterobaktinu
- Kyseliny salicylové
- Mnoha alkaloidů a dalších metabolitů
- Vitaminu K a kyseliny listové

## Biosyntéza
Kyselina chorismová (chorismát) vzniká ze šikimátu, který se postupně přemění na šikimát-3-fosfát a 5-enolpyruvylšikimát-3-fosfát.
5-enolpyruvylšikimát-3-fosfát je pomocí enzymu chorismátsyntázy převeden na chorismát a fosfát.

## Metabolismus
Chorismát se pomocí 4-amino-4-deoxychorismátsyntázy a 4-amino-4-deoxychorismátlyázy přeměňuje na kyselinu para-aminobenzoovou.
Chorismátlyáza přeměňuje chorismát na 4-hydroxybenzoát a pyruvát.